# Mistrovství Evropy v zápasu ve volném stylu 1930
Mistrovství Evropy v zápasu ve volném stylu mužů proběhl v Bruselu (Belgie).

## Muži
| Kategorie | Zlato              | Stříbro                 | Bronz          |
| --------- | ------------------ | ----------------------- | -------------- |
| 56 kg     | Piet Mollin        | Pál Gyarmati            | John Björnsson |
| 61 kg     | József Tasnádi     | François Van Langenhove | Jean Chasson   |
| 66 kg     | Károly Kárpáti     | Englebert Mollin        | Erik Malmberg  |
| 72 kg     | Hyacinthe Roosen   | Fritz Käsermann         | Algot Malmberg |
| 79 kg     | Hermann Gehri      | Nils Landberg           | Émile Poilvé   |
| 87 kg     | Sanfrid Söderqvist | Bernard Deferm          | van der Sipp   |
| +87 kg    | Johan Richthoff    | Léon Charlier           | —              |